# توکیو!
توکیو! (به فرانسوی: Tokyo!) فیلم آنتولوژی محصول ۲۰۰۸، مجموعه‌ای از سه فیلم کوتاه حدوداً نیم ‌ساعته که در فضای شهر توکیو ساخته شده‌اند. فیلم اول با نام طراحی داخلی (Interior Design) به کارگردانی میشل گوندری است؛ فیلم دوم گُه (Merde) ساخته لئوس کاراکس و آخرین فیلم توکیوی لرزان (Shaking Tokyo) به کارگردانی بونگ جون-هو است.

## بازیگران

### طراحی داخلی
- آیاکو فوجیتانی
- ریو کاسه
- ساتوشی تسومابوکی
- آیومی ایتو

### گُه
- دونی لوان
- ژان فرانسوا بالمر
- ژولی دریفوس
- آندره دامان

### توکیوی لرزان
- ترویوکی کاگاوا
- یو آئویی
- نائوتو تاکناکا